# Spalona Kopa

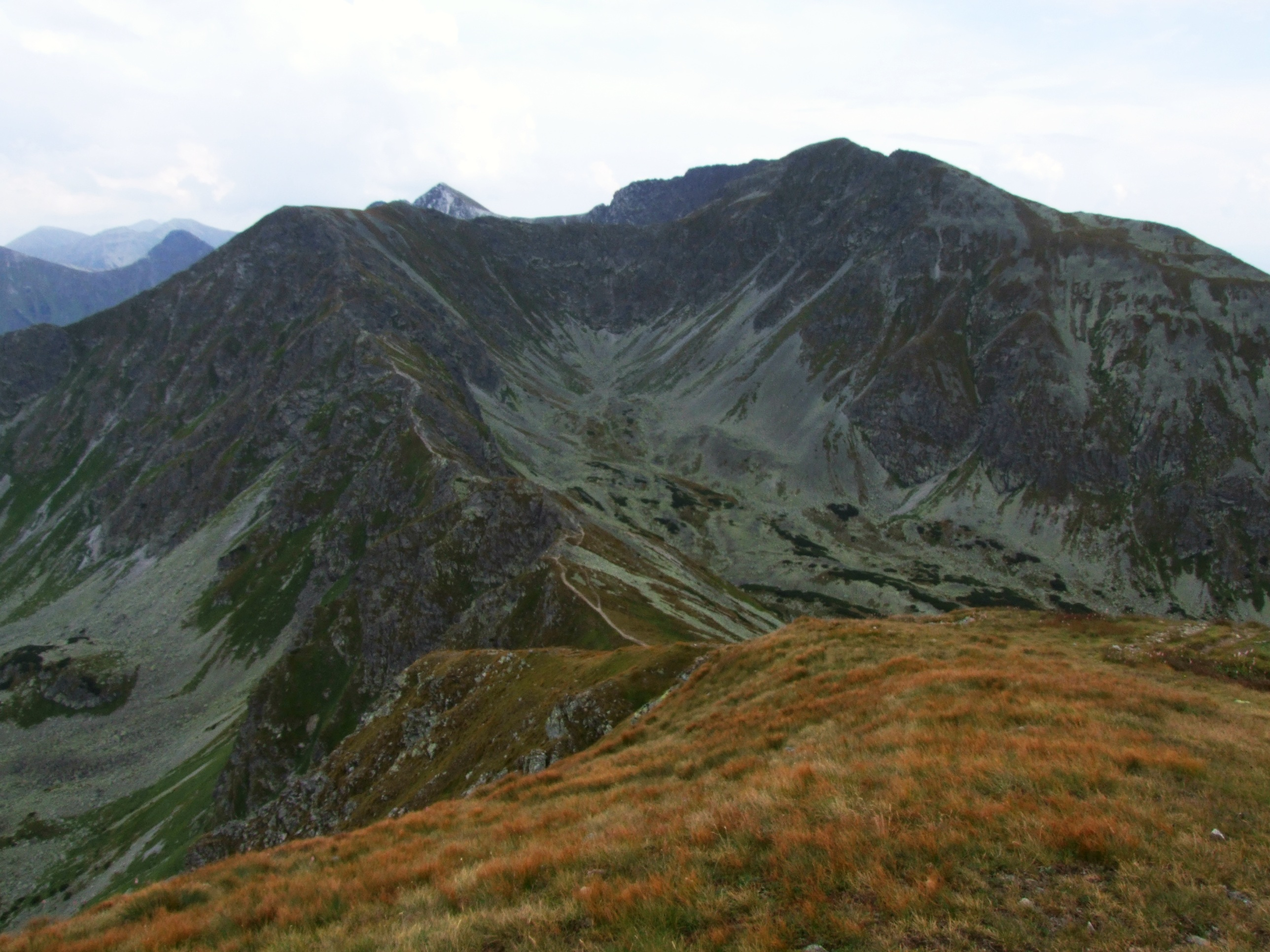
Spalona Kopa i Pachola – widok z Małego Salatyna

Spalona Kopa lub Spalona (słow. Spálená) – szczyt o wysokości 2083 m n.p.m. w grani głównej Tatr Zachodnich. Znajduje się w tej grani pomiędzy Pachołem (2167 m), od którego oddziela go płytka Spalona Przełęcz (2055 m), a Małym Salatynem (2046 m), od którego oddzielony jest Zadnią Salatyńską Przełęczą (1907 m), inaczej zwaną też Przełęczą pod Dzwonem. Zbocza wschodnie Spalonej Kopy opadają do zawalonej gruzowiskiem skalnym Doliny Spalonej. W zboczach tych przebywają świstaki. W północno-wschodnim kierunku, do Doliny Rohackiej wysuwają się dwa grzbiety: Przednia Spalona i niska skalna grzęda Zadniej Spalonej. Pomiędzy nimi znajduje się Mała Spalona Dolina. Grzbiet Przedniej Spalonej jest dużo wyższy, po jego zachodniej stronie znajduje się Dolina Zadnia Salatyńska. Od południowej strony Spalona wznosi się ponad polodowcowym kotłem Głęboki Worek (górne piętro Doliny Głębokiej).
Spalona Kopa znajduje się na załamaniu grani głównej Tatr Zachodnich. Jej stoki są częściowo kamieniste, częściowo trawiaste. Ma obszerny trawiasty wierzchołek porośnięty sitem skuciną, wyróżniają się w nim trzy niewybitne kulminacje. W północno-zachodniej, silnie poszarpanej, kamienistej grani zwanej Skrzyniarkami występuje kilka niewielkich turni. Są to m.in. Czerwona Skała, Gankowa Kopa, Dzwon. Granią tą prowadzi szlak turystyczny, miejscami silnie eksponowany. Po obu stronach grani widoki na leżące poniżej imponujące, zawalone kamiennym gruzowiskiem i niemal pozbawione jakiegokolwiek życia kotły polodowcowe.
Nazwa góry prawdopodobnie pochodzi od stosowanego w dawnych czasach sposobu powiększania terenów wypasowych przez wypalanie kosówki. Pierwsze wejście zimowe: Józef Lesiecki i Leon Loria w 1911 r.

## Szlaki turystyczne
– czerwony, biegnący główną granią od Banikowskiej Przełęczy przez Pacholę na Spaloną Kopę i dalej na Pośrednią Salatyńską Przełęcz.
- Czas przejścia z Banikowskiej Przełęczy na Spaloną: 40 min, z powrotem tyle samo
- Czas przejścia ze Spalonej na Pośrednią Salatyńską Przełęcz: 1:05 h, z powrotem tyle samo